# M18 Hellcat
Lovac tenkova M18 Hellcat je protuoklopno samohodno oružje iz Drugog svjetskog rata. Karakterizira ga tanak oklop od svega 7-19 (12)mm, pa je jedina djelotvorna taktika protiv teških njemačkih tenkova bila hit&run taktika (udari i bježi). Hellcat je bio vrlo pokretljiv, maksimalne brzine 80km/h. To je najbrže borbeno oklopno vozilo korišteno u Drugom svjetskom ratu.
Karakterističan je po tomu što ima otvorenu kupolu te posadi omogućuje odličnu vidljivost, ali i ranjivost od strane neprijateljskih snajperista.

## Povijest i razvoj
U prosincu 1941. služba za razvoj naoružanja u SAD-u donijela je zahtjev za izgradnju brzog tenka koji će se s lakoćom kretati po bojištu. Prvi modeli bili su naoružani s 37 mm topom, no tijekom borbi u sjevernoj Africi taj top se pokazao neučikovit protiv njemačkih i talijanskih tenkova. Zbog toga je u sljedeći model ugrađen 57 mm top, a daljnim unaprijeđenjima i 75 mm top. Zadnja izvedba ovog tenka bila je naoružana sa 76 mm topom.
Za razliku od M10 Wolverine koji je razvijen na osnovi tenka M4 Sherman, M18 je u samom početku razvoja bio zamišljen kao laki lovac tenkova. Kao rezultat toga M18 je izuzetno okretan i lagan, no najveća mana mu je bila otvoren krov. Imao je 5 članova posade i 45 komada granata.
M18 imao je i velikih mana. Najveća od njih je bila izuzetno tanak oklop i učikovitost njegovog 76 mm topa na kasnije njemačke tenkove Panther i Tigar. Kupola je bila otvorena, što znači da je posada bila izložena snajperskim napadima, ručnim granatama i ostalim oružjem. Omjer male težine i velike pokretljivosti doveli su do neuravnoteženog dizajna. Iako je M18 imao izvrsnu maksimalnu brzinu, to mu nije puno pomoglo na bojišnici. Tijekom bitke u Ardenima 1944. godine kada su brzi M18 rablijeni kako bi se probili po boku i došli iza neprijateljske linije odkuda bi gađali njemačke tenkove u stražnji (tanji) dio oklopa. Pošto su njemački tenkovi imali spore kupole i sustav ciljanja, M18 su im bez većih problema prilazili s boka. 
M18 se nastavio proizvoditi sve do kolovoza 1944. godine kada se rat bližio kraju. proizvedeno je oko 2,507 ovakvih lovaca tenkova, a pojedinačna cijena u to vrijeme bila je 57,500 američkih dolara.

## Uporaba na ovim prostorima
Ovo oružje je isporučeno oklopnim snagama JNA tijekom pedesetih godina dvadesetog stoljeća, a korišteno je i u ratnim djelovanjima na prostorima bivše SFRJ, posebno u Bosni. Jedan primjerak je bio ukrcan i na oklopni vlak Krajina ekspres tijekom Domovinskog rata. 
Snage Armije BiH u Bosni su koristile jedan T-55, kome je na mjesto originalne kupole ugrađena kupola s oklopnog vozila M18. Jedan primjerak ovog preinačenog tenka najvjerojatnije je zarobila Vojska Republike Srpske tijekom rata u Bosni. M18 su viđeni i u Kosovskom sukobu, ali samo kao lažne mete za savezničke (NATO) zrakoplove.

## Verzije
- M39 - Oklopno transportno vozilo koje je korišteno u raznim zadacima (doprema vojnika, vojno djelovanje, doprema topova i ostalog naoružanja).Naoružan je s jednom M2 12.7 mm strojnicom i jedina serijska izvedba temeljena na M18 Hellcat tenku.

## Korisnici
- SAD
- Jugoslavija

## Vanjske poveznice
|  | Zajednički poslužitelj ima još gradiva o temi M18 Hellcat |